# Portes de Manosque
Les Portes de Manosque sont situées sur le rempart du centre ancien de la ville de Manosque (Alpes-de-Haute-Provence) : la Porte de la Saunerie, la Porte du Soubeyran, la Porte Guillempierre et la Porte d'Aubette. 

## Porte de la Saunerie

### Histoire
Terminée en 1382, de style roman, la porte de la Saunerie est classée monument historique. C'est la porte sud du centre ancien. On pense que son nom provient de sa situation à proximité de la rue Saunerie, où le sel était acheminé et où les cochons étaient saignés, selon les historiens. En effet, Saunerie vient du provençal saunarié qui signifie abattoir. Le quartier des abattoirs, souvent proche de celui des tanneurs, se trouvait à la périphérie des villes médiévales, du fait de l'odeur qui y régnait. Le corps central de la Porte Saunerie est défendu par deux assommoirs. Les deux tourelles latérales sont couronnées de mâchicoulis. Au sol sous la porte se trouve le symbole de Manosque, quatre mains d'or signifiant "Manosque, ville ouverte".

## Porte du Soubeyran

### Histoire
La porte du Soubeyran est construite au XIVe siècle, sauf le campanile qui a été ajouté en 1830. C'est la porte nord du centre ancien. Restaurée, elle est décorée d'une balustrade de pierre. Elle est inscrite au titre de monument historique.

## Porte Guillempierre

### Histoire
La porte Guillempierre est détruite et reconstruite. C'est la porte ouest du centre ancien.

### Architecture

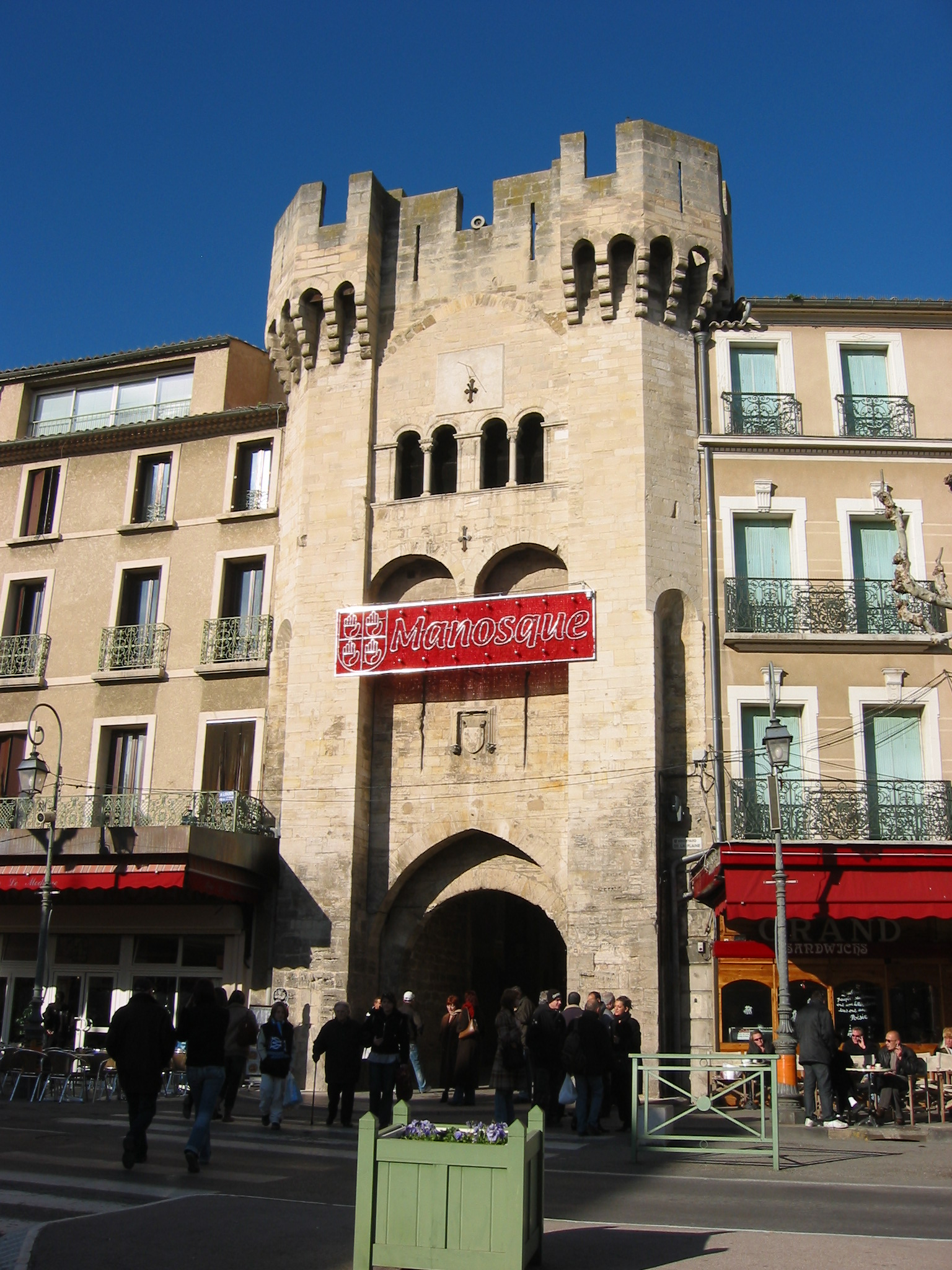
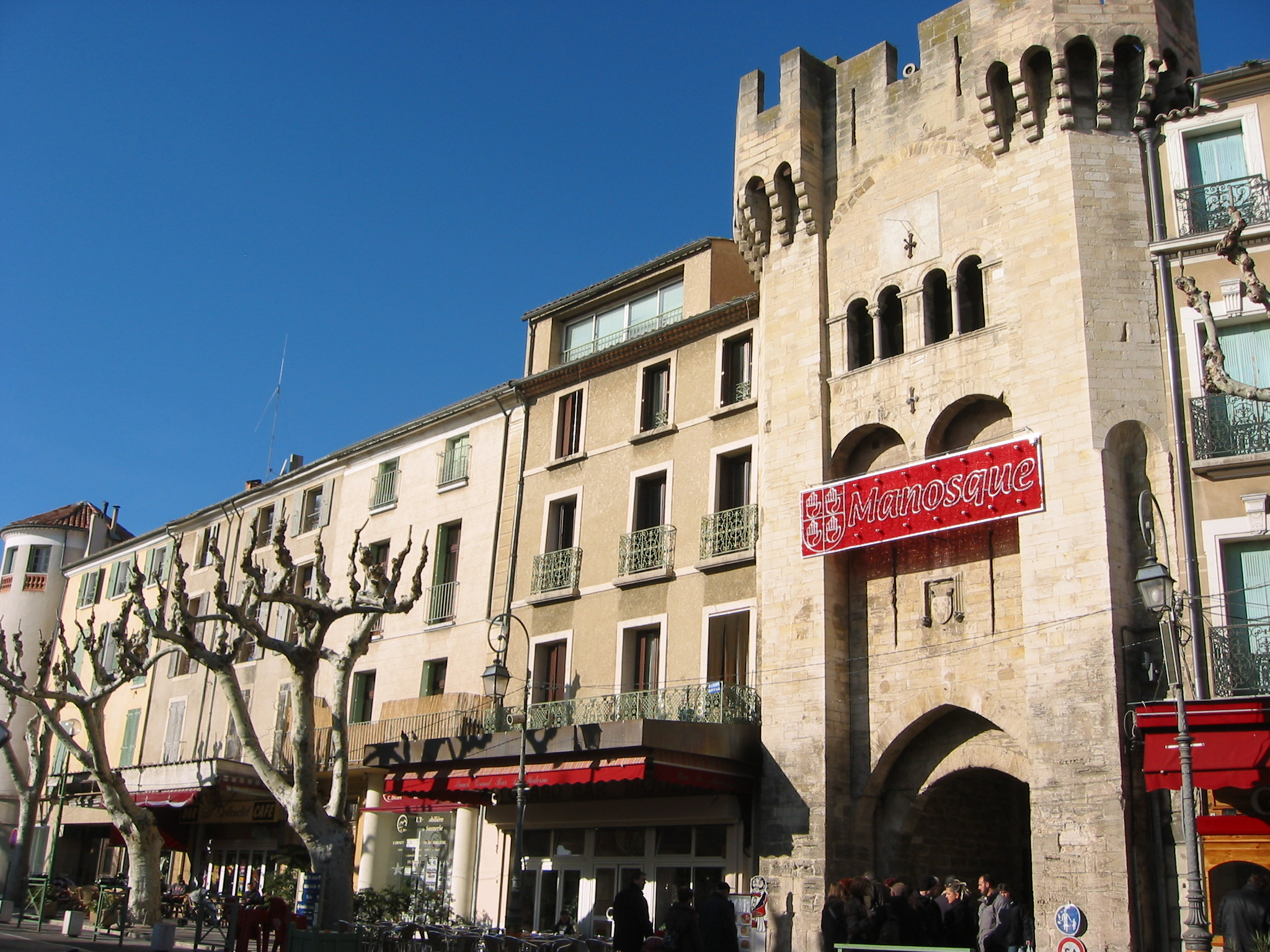
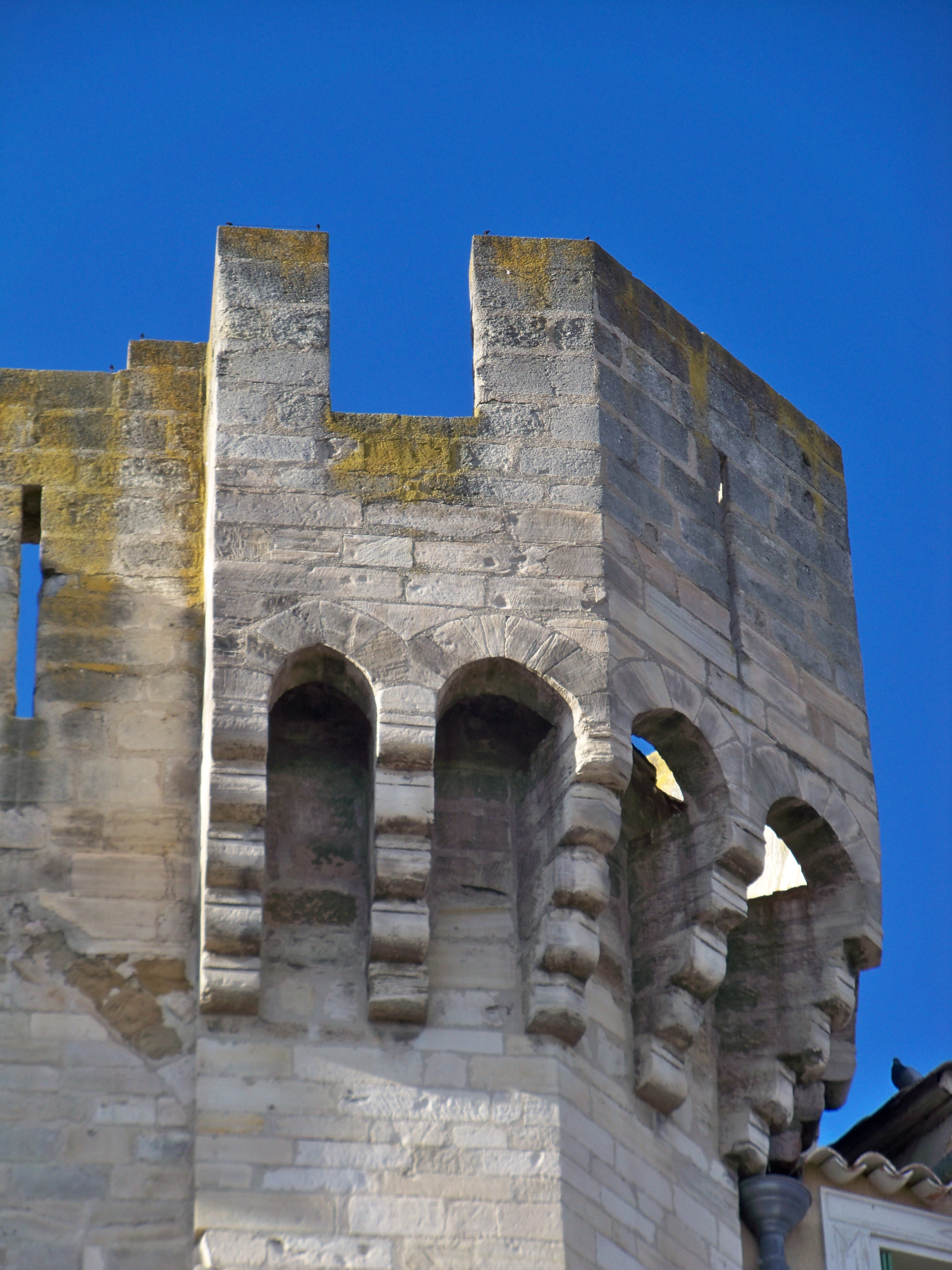
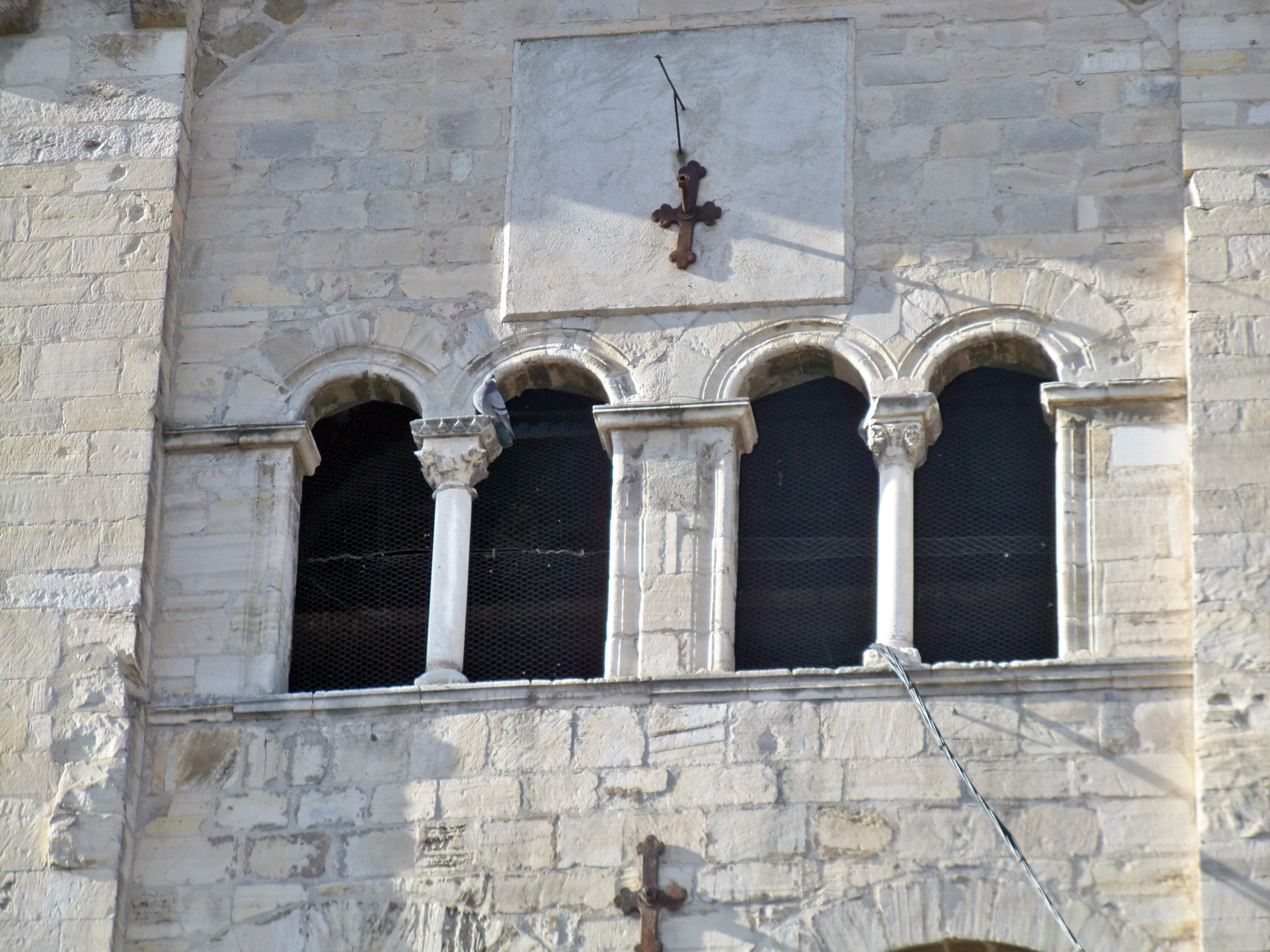
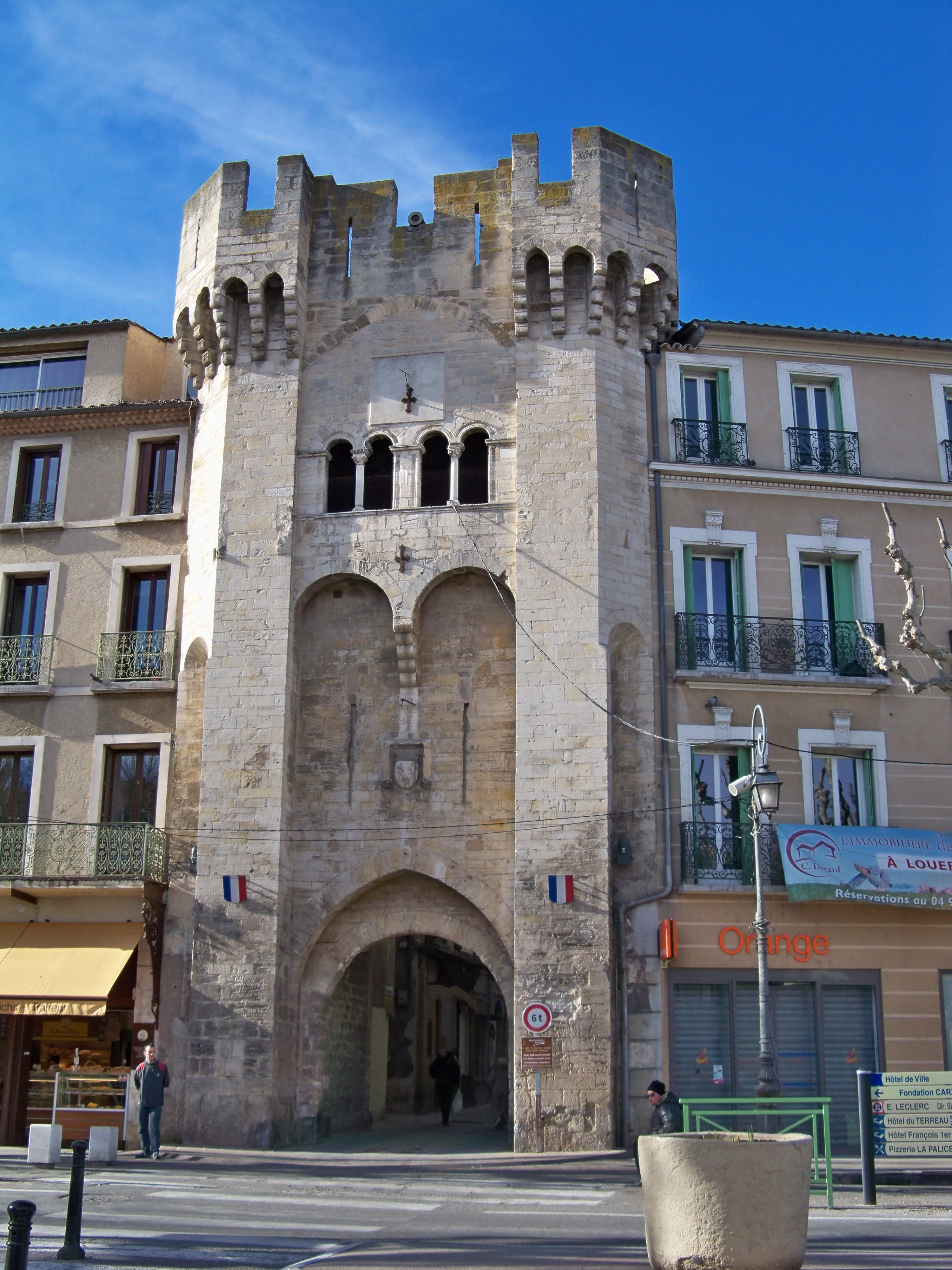
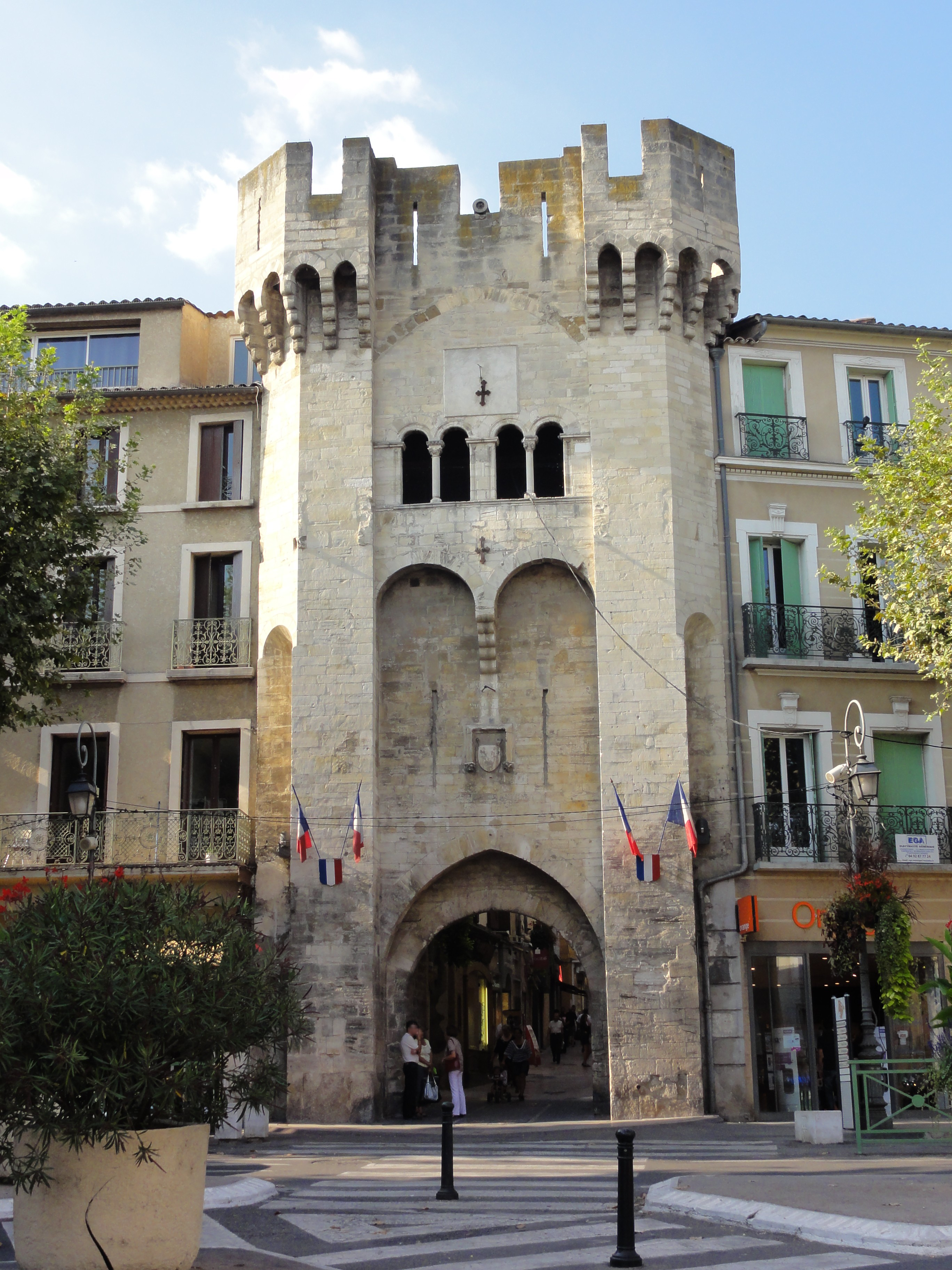

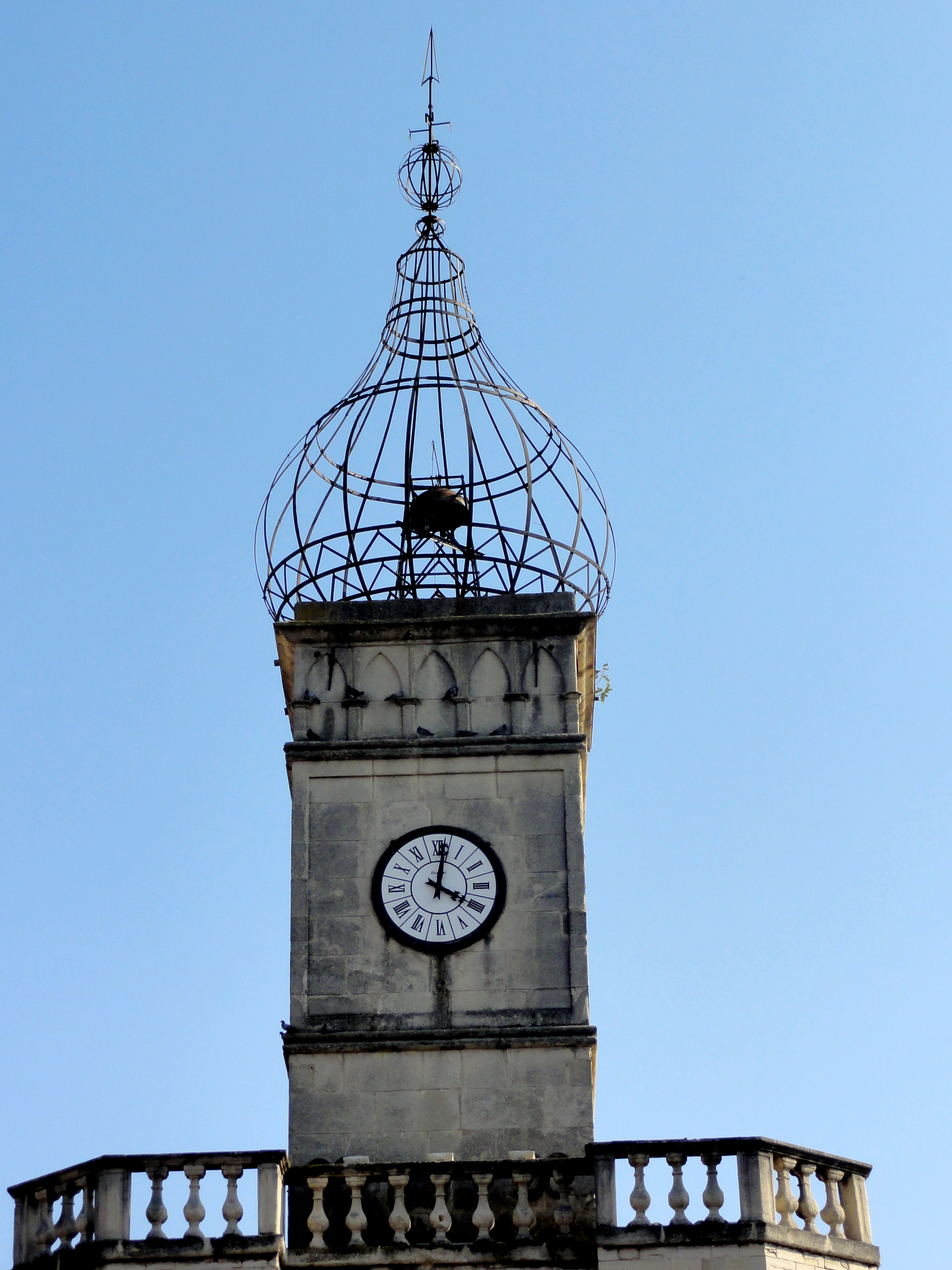
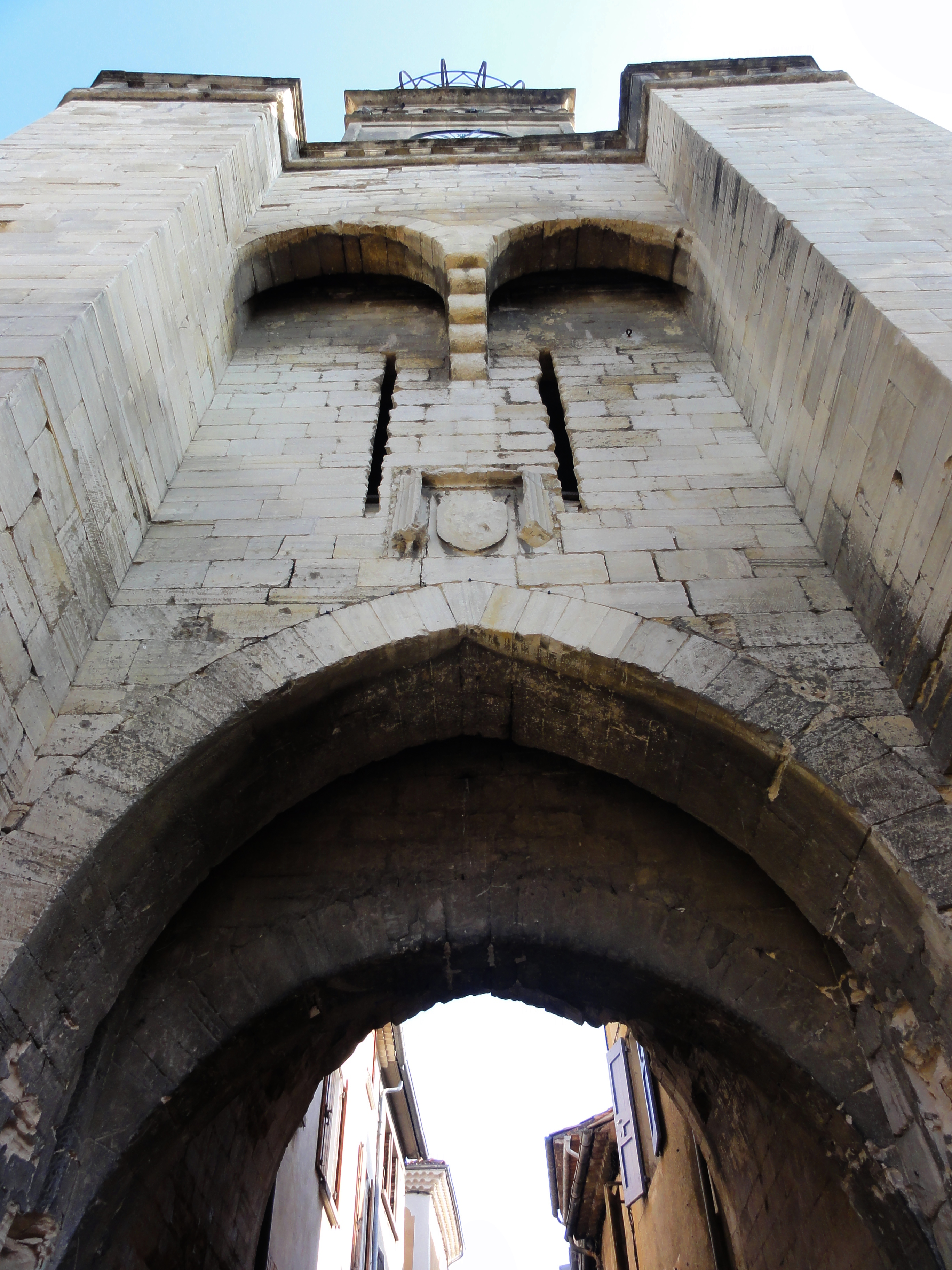
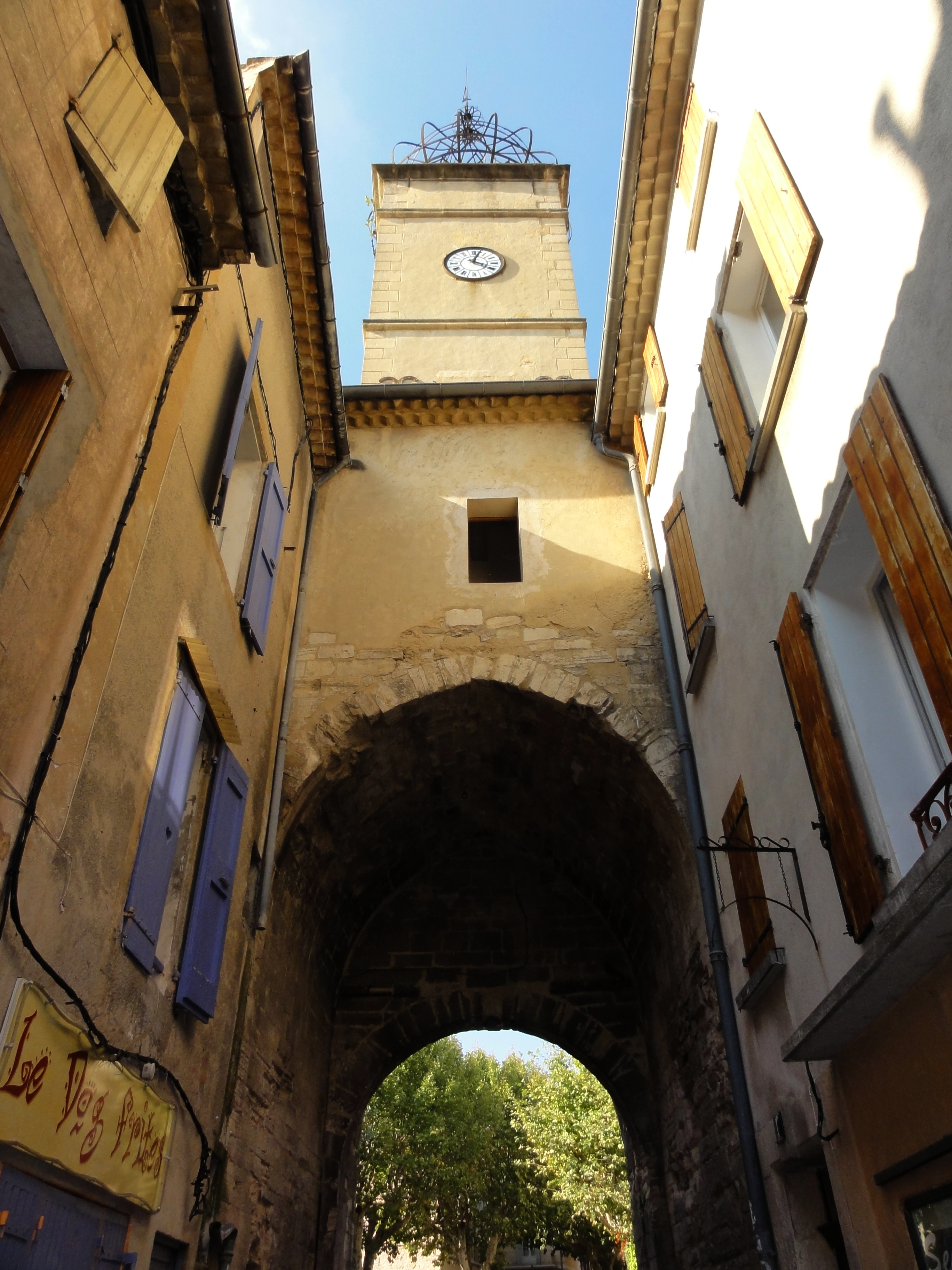

La porte tient son nom d'un notable de Manosque qui vivait au début du 13e siècle.

## Porte d'Aubette

### Histoire
La porte d'Aubette est détruite en 1934-1935, car elle gêne la circulation des camions et des automobiles. C'est la porte est du centre ancien.